# Fighting Fantasy
Fighting Fantasy ist eine Spielbuch-Reihe, die von den Briten Steve Jackson und Ian Livingstone erstellt wurde. Mit der Veröffentlichung des ersten Bandes 1982 führten sie neue, interaktive Elemente wie ein Kampfsystem in das Spielbuch-Prinzip ein.

## Entstehungsgeschichte
Einfache Spielbücher und Soloabenteuer für Pen-&-Paper-Rollenspiel gab es bereits vor Fighting Fantasy, erstmal wurden mit dieser Serie aber ein interaktives Buch mit Kampfsystem eingeführt, das kein zusätzliches Material wie Regelbücher benötigt. Ian Livingstone und Steve Jackson nutzten das Rollenspiel Dungeons & Dragons als Vorlage, das aber ein sehr komplexes Regelwerk (in Form von umfangreichen Büchern) hat und mehrere Spieler voraussetzt. Sie vereinfachten die Regeln und machten sie für einen einzelnen Spieler beziehungsweise Leser nutzbar, so dass nur noch das Spielbuch benötigt wurde. 1982 veröffentlichten sie ihr erstes Buch The Warlock of Firetop Mountain (deutscher Titel: Der Hexenmeister vom flammenden Berg). Durch den großen Erfolg schrieben sie weitere Bücher, zusammengefasst unter dem Label Fighting Fantasy, die sich weltweit über 15 Millionen Mal verkauften.

## Spielsystem
Fighting Fantasy folgt dem Prinzip von anderen Spielbüchern mit unterschiedlich nummerierten Abschnitten. Zusätzlich verfügen die Bücher über einen Charakterbogen, auf denen der Leser die Ausrüstung, Verfassung und Eigenschaften (Gewandtheit, Stärke und Glück) der Spielfigur notiert. Die Attribute werden in Kombination mit sechsseitigen Würfeln bei bestimmten Abschnitten, etwa einem Kampf, benötigt um das Weiterkommen der Spielfigur festzulegen. Die Handlung verfolgt meist ein Ziel, welches dem Leser gewöhnlich in Form einer Aufgabe (Quest) präsentiert wird. Das Buch endet entweder mit der Erfüllung der Aufgabe oder einem anderen vom Buch vorgegebenen Ende, was auch den Tod der Spielfigur einschließt. Die Bücher sind unabhängig voneinander, auch wenn sich einige eine gemeinsamen Welt (Titan) mit mehreren Kontinenten teilen. Manche Bücher spielen jedoch auch in anderen Fantasy-, Horror- und Science-Fiction-Welten oder auch in der gegenwärtigen Realität.

## Veröffentlichungen
Die Bücher wurden ursprünglich (1982–1995) im englischen Original von Puffin Books (Wortmarke des Penguin Books Verlages) herausgegeben. 2002 übernahmen Wizard Books die Rechte an Fighting Fantasy und gab die Bücher erneut in englischer Sprache heraus. In deutscher Sprache erschienen die Bücher sowohl im Thienemann-, als auch im Goldmann-Verlag.
In der Fighting-Fantasy-Reihe wurden im englischen Original 59 Bücher veröffentlicht. Im Deutschen erschienen als Fantasy-Abenteuer-Spielbücher bzw. Abenteuer-Spielbuch:
- Band 1: Der Hexenmeister vom flammenden Berg (Warlock of Firetop Mountain)
- Band 2: Die Zitadelle des Zauberers (Citadel of Chaos)
- Band 3: Der Forst der Finsternis (The Forest of Doom)
- Band 4: Das Universum der Unendlichkeit (Starship Traveller)
- Band 5: Die Stadt der Diebe (City of Thieves)
- Band 6: Das Labyrinth des Todes (Deathtrap Dungeon)
- Band 7: Die Insel des Echsenkönigs (Island of the Lizard King)
- Band 8: Der Sumpf der Skorpione (Scorpion Swamp)
- Band 9: Die Höhlen der Schneehexe (Caverns of the Snow Witch)
- Band 10: Das Höllenhaus (House of Hell)
- Band 11: Der Talisman des Todes (Talisman of Death)
- Band 12: Der Tempel des Schreckens (Temple of Terror)
- Band 13: Der Stern der Schmuggler (The Rings of Kether)
- Band 14: Das Duell der Piraten (Seas of Blood)
- Band 15: Die Dämonen der Tiefe (Demons of the Deep)
- Band 16: Das Schwert des Samurai (Sword of the Samurai)
- Band 17: Der Wettstreit der Gladiatoren (Trial of Champions)
- Band 18: Die Masken von Mayhem (Masks of Mayhem)

Die Analand Saga (im englischen Original Sorcery) sind Teil des Fighting-Fantasy-Kanons, wurden aber aus der Nummerierung herausgenommen:
- Analand-Saga 1: Der Abenteurer aus Analand (Sorcery Epic I: The Shamutanti Hills)
- Analand-Saga 2: Die Fallen von Kharé (Sorcery Epic II: Khare – Cityport of Traps)
- Analand-Saga 3: Die sieben Schlangen (Sorcery Epic III: The seven Serpents)
- Analand-Saga 4: Die Krone der Könige (Sorcery Epic IV:  Crown of Kings)

## Weitere Medien
Zu Fighting Fantasy wurden auch ein Buch für zwei Spieler (Clash of the Princes) sowie mit Advanced Fighting Fantasy auch ein umfangreiches Pen&Paper-Regelwerke veröffentlicht. Auch erschienen mehrere Videospiele zu einzelnen Teilen (The Warlock of Firetop Mountain, Deathtrap Dungeon, Fighting Fantasy: The Warlock of Firetop Mountain sowie Sorcery!).